# Cleora eichhorni
Cleora eichhorni är en fjärilsart som beskrevs av Fletcher 1953. Cleora eichhorni ingår i släktet Cleora och familjen mätare. Inga underarter finns listade i Catalogue of Life.